# Flott
 (août 2023).
Flott, aussi capitalisé FLOTT, est un groupe islandais de pop uniquement composé de femmes.

## Histoire
Le groupe est formé au début de 2020. Vigdís Hafliðadóttir fait germer l'idée de créer un groupe qui composerait de la pop honnête, et contacte sa connaissance Ragnhildur Veigarsdóttir. Sur cette base, elles se mettent à la recherche d'instrumentistes qui s'intègreront au groupe, et c'est ainsi que le girls band Flott se formera. Au sein du groupe Ragnhildur Veigarsdóttir écrit les chansons du groupe, joue du clavier et se charge des arrangements ; Vigdís Hafliðadóttir chante, co-écrit les chansons et écrit les paroles. Dans un entretien effectué en 2022, Vigdís pensait que la création du groupe aurait été un « bazar complet » mais que ça n'a finalement pas été le cas.
Flott interprète avec Unnstein Manuel la dernière chanson au Áramótaskaupið (Festival du Nouvel An 2021), Ef þú hugsar eins og ég. Le groupe remporte deux prix aux Íslensku tónlistarverðlaununum (Icelandic Music Awards) en 2022, l'un dans la catégorie de la chanson pop de l'année (pour Mér er drull) et l'autre pour le meilleur espoir.

## Discographie

### Singles
- 2020 : Segðu það bara
- 2021 : ...en það væri ekki ég
- 2021 : Mér er drull
- 2021 : Þegar ég verð 36
- 2021 : Ef þú hugsar eins og ég
- 2022 : FLOTT
- 2022 : Boltinn hjá mér